# Smiley Face
Smiley Face is een film uit 2007 onder regie van Gregg Araki.

## Verhaal
Actrice Jane raakt na het eten van wat te veel spacecake behoorlijk in de knoop met haar gemaakte afspraken.

## Rolverdeling
| Acteur            | Personage          |
| ----------------- | ------------------ |
| Anna Faris        | Jane F             |
| Adam Brody        | Steve the Dealer   |
| Danny Masterson   | Steve the Roommate |
| Roscoe Lee Browne | The Voice          |
| John Krasinski    | Brevin             |
| John Cho          | Mickey             |
| Marion Ross       | Shirley            |
| Brian Posehn      | Buschauffeur       |